# Echipaj de prim ajutor
Echipajul de prim ajutor este format din cel puțin 3 persoane cu pregătire paramedicală din structura inspectoratelor pentru situații de urgență, Unitatea Specială de Intervenție în Situații de Urgență și/sau din structura autorităților publice locale. Echipajul poate include și personal voluntar special pregătit, acesta poate fi în cadrul serviciului profesionist, serviciului voluntar sau privat pentru situații de urgență.

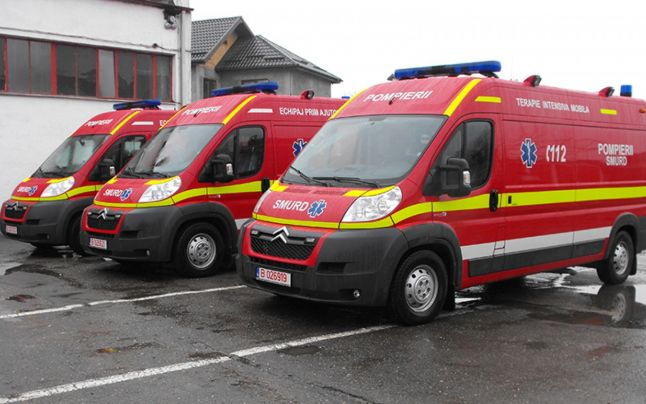
Mașini de intervenție ale SMURD

## Despre echipaj de prim ajutor
Echipajul de prim ajutor calificat poate acționa și cu autospeciale de intervenție din dotarea inspectoratelor pentru situații de urgență, respectiv ale Unității Speciale de Intervenție în Situații de Urgență, fără capacitate de transport pacient, cu condiția de a fi dotate cu echipamentele specifice, inclusiv cu defibrilator semiautomat.
Echipajul de prim ajutor calificat are în dotarea ambulanței tip B, echipamente conform standardelor și reglementărilor naționale și europene, inclusiv cu defibrilatoare semiautomate.SMURD au în structura lor, după caz, echipaje de intervenție specializate în acordarea primului ajutor calificat, reanimarea, descarcerarea și executarea operațiunilor de salvare, inclusiv salvarea aeriană.